# Champignolles (Costa d'Or)
Champignolles és un municipi francès, situat al departament de la Costa d'Or i a la regió de Borgonya - Franc Comtat. L'any 2007 tenia 81 habitants.

## Demografia

### Població
El 2007 la població de fet de Champignolles era de 81 persones. Hi havia 41 famílies, de les quals 14 eren unipersonals (5 homes vivint sols i 9 dones vivint soles), 18 parelles sense fills i 9 parelles amb fills.
La població ha evolucionat segons el següent gràfic:
Habitants censats

### Habitatges
El 2007 hi havia 50 habitatges, 39 eren l'habitatge principal de la família, 8 eren segones residències i 2 estaven desocupats. 49 eren cases i 1 era un apartament. Dels 39 habitatges principals, 34 estaven ocupats pels seus propietaris i 6 estaven llogats i ocupats pels llogaters; 3 tenien dues cambres, 10 en tenien tres, 5 en tenien quatre i 21 en tenien cinc o més. 29 habitatges disposaven pel capbaix d'una plaça de pàrquing. A 22 habitatges hi havia un automòbil i a 16 n'hi havia dos o més.

### Piràmide de població
La piràmide de població per edats i sexe el 2009 era:
| Homes | Edats   | Dones |
| ----- | ------- | ----- |
| 0     | 95 o +  | 0     |
| 0     | 90 a 94 | 0     |
| 0     | 85 a 89 | 0     |
| 0     | 80 a 84 | 0     |
| 4     | 75 a 79 | 0     |
| 4     | 70 a 74 | 0     |
| 8     | 65 a 69 | 12    |
| 0     | 60 a 64 | 4     |
| 0     | 55 a 59 | 0     |
| 0     | 50 a 54 | 4     |
| 4     | 45 a 49 | 4     |
| 4     | 40 a 44 | 0     |
| 0     | 35 a 39 | 4     |
| 0     | 30 a 34 | 0     |
| 0     | 25 a 29 | 0     |
| 4     | 20 a 24 | 0     |
| 0     | 15 a 19 | 8     |
| 0     | 10 a 14 | 4     |
| 0     | 5 a 9   | 4     |
| 0     | 0 a 4   | 0     |

## Economia
El 2007 la població en edat de treballar era de 58 persones, 50 eren actives i 8 eren inactives. De les 50 persones actives 48 estaven ocupades (26 homes i 22 dones) i 2 estaven aturades (2 dones i 2 dones). De les 8 persones inactives 3 estaven jubilades, 3 estaven estudiant i 2 estaven classificades com a «altres inactius».
Activitats econòmiques
L'únic establiment que hi havia el 2007 era d'una empresa de transport.
L'any 2000 a Champignolles hi havia 8 explotacions agrícoles.

## Poblacions més properes
El següent diagrama mostra les poblacions més properes.